# البرازين
البرازين قرية صغيرة في ناحية القطيلبية التابعة لمنطقة جبلة في محافظة اللاذقية. بلغ عدد سكانها 527 نسمة عام 2004.